# Фредді Гудвін
Фредді Гудвін (англ. Freddie Goodwin, 28 червня 1933, Гейвуд — 19 лютого 2016, Гіг-Гарбор) — англійський футболіст, що грав на позиціях захисника і півзахисника, зокрема за «Манчестер Юнайтед» та «Лідс Юнайтед».
Згодом — футбольний тренер.

## Ігрова кар'єра
Народився 28 червня 1933 року в передмісті Манчестера. Вихованець футбольної школи «Манчестер Юнайтед». Дорослу футбольну кар'єру розпочав 1954 року в основній команді того ж клубу, в якій провів шість сезонів, взявши участь у 95 матчах чемпіонату. За цей час двічі виборював титул чемпіона Англії, ставав володарем Суперкубка Англії з футболу.
Згодом протягом 1960–1964 років захищав кольори «Лідс Юнайтед», здебільшого в статусі основного гравця команди. Утім отриманий у Лідсі перелом ноги фактично завершив його професійну кар'єру.
Утім згодом провів декілька ігор за «Сканторп Юнайтед» та одну гру за американський «Нью-Йорк Дженералс», команди які на той час очолював як головний тренер.

## Кар'єра тренера
Отримавши перший досвід трнерської роботи у 1965–1966 роках як граючий тренер «Сканторп Юнайтед», перебрався за океан, де тренував «Нью-Йорк Дженералс».
1968 року повернувся на батьківщину, де очолив тренерський штаб «Брайтон енд Гоув». Згодом протягом першої половини 1970-х був головним тренером «Бірмінгем Сіті».
1976 року остаточно перебрався до США, де протягом двох каденцій тренував команду «Міннесота Кікс», а також обіймав адміністративні посади у клубі.
Пізніше переїхав до штату Вашингтон, де тренував аматорські команди та займався туристичним бізнесом. Помер 19 лютого 2016 року на 83-му році життя в Гіг-Гарборі.

## Титули і досягнення
- Чемпіон Англії (2):

«Манчестер Юнайтед»: 1955-1956, 1956-1957
- Володар Суперкубка Англії з футболу (1):

«Манчестер Юнайтед»: 1957